# Riedisheim
Riedisheim is een gemeente in het Franse departement Haut-Rhin in de regio Grand Est. Riedisheim telde op 1 januari 2022 12.154 inwoners.
De gemeente maakt deel uit van het arrondissement Mulhouse en sinds 22 maart 2015, toen het kanton Habsheim waar Riedisheim deel van uitmaakte werd opgeheven, van het kanton Rixheim. De gemeente, van oorsprong een dorp, is sterk verstedelijkt en ligt ten zuidoosten van Mulhouse waarmee het een stedelijk gebied vormt. Er is geen industrie in de gemeente en het gemiddelde inkomen van de inwoners is hoger dan dat van de rest van de stedelijke agglomeratie.

## Geografie
De oppervlakte van Riedisheim bedroeg op 1 januari 2022 6,96 vierkante kilometer; de bevolkingsdichtheid was toen 1.746,3 inwoners per km². De gemeente ligt in het uiterste noorden van de Horst de Mulhouse. De gemeente is heuvelachtig met de Naegeleberg (289 m) in het noorden, de Seekopf (268 m) in het midden en het hoogste punt in het zuiden van de gemeente (345 m). Daar ligt een bosgebied van 236 ha. Op de niet beboste heuvels in het oosten zijn er nog landbouwgronden met graanakkers en weiden. Het Rhône-Rijnkanaal loopt door de gemeente.
De onderstaande kaart toont de ligging van Riedisheim met de belangrijkste infrastructuur en aangrenzende gemeenten.

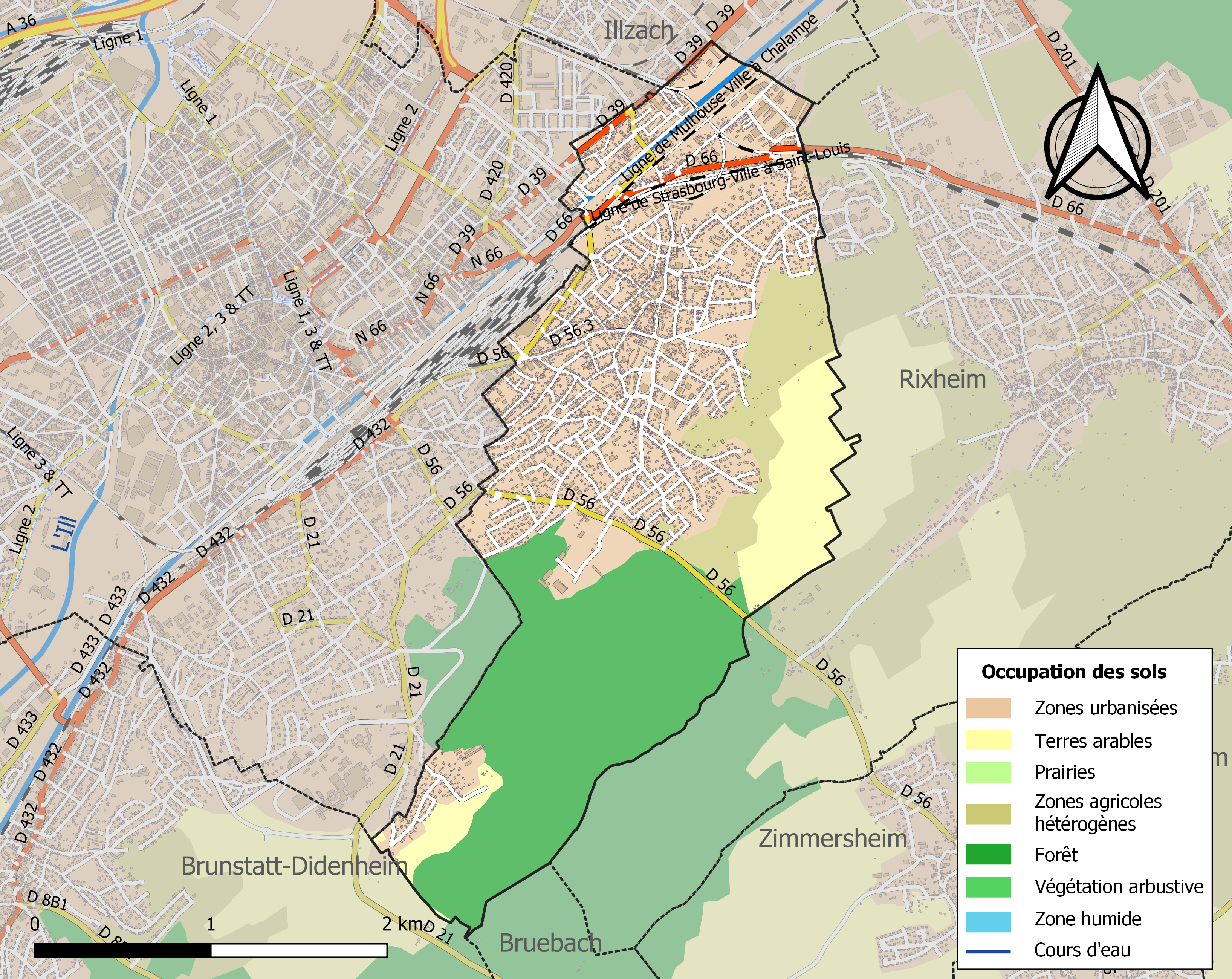

## Demografie

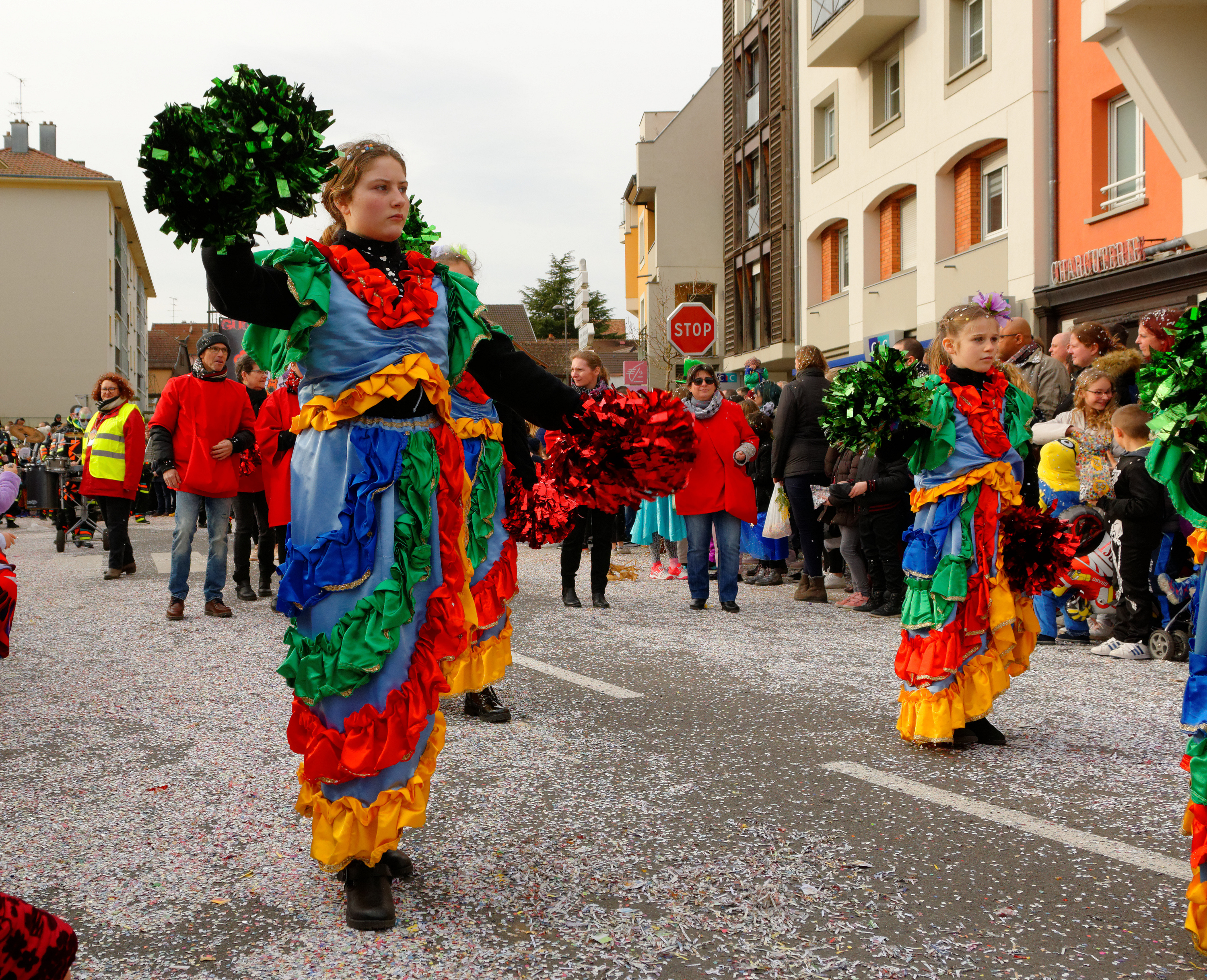
Carnaval (2020)

In 1836 telde de gemeente 1.308 inwoners. In 1843 emigreerden veel inwoners uit de gemeente naar Texas waar ze de plaats Schertz stichtten. De Elzas werd in die periode getroffen door misoogsten en voedseltekorten.
Onderstaande figuur toont het verloop van het inwonertal (bron: INSEE-tellingen).

## Geschiedenis
De plaats werd voor het eerst genoemd in 1004. Op het grondgebied van de gemeente lag nog een tweede dorp, Leibersheim, maar dit werd halfweg de 15e eeuw vernield door een Zwitsers leger. In 1525 werd Riedisheim in brand gestoken tijdens de Duitse Boerenoorlog. In 1815 werd het dorp geplunderd door de coalitietroepen tegen Napoleon. In 1840 werd een spoorlijn naar Mulhouse aangelegd. Er kwam geen station in Riedisheim maar wel een herstelplaats voor rollend materiaal.